# Karl Seßler
Karl Seßler (* 27. März 1884 in Münster; † 2. August 1975 in Hameln) war ein deutscher Politiker (SPD).
Seßler besuchte nach der Volksschule das Gymnasium. Nach dem Abitur absolvierte er ein Studium der Medizin, Volkswirtschaft und Rechtswissenschaften, welches er 1920 mit der Promotion beendete. Danach war er als Referendar bei mehreren Gerichten tätig, bevor er danach Rechts- und Steuerberater in der Industrie wurde. Er wurde Geschäftsführer der Getreidebörse Hannover und Syndikus der Niedersächsischen Börse. Nach dem Zweiten Weltkrieg war er in der ersten Wahlperiode Mitglied des Niedersächsischen Landtages. Kurz vor Ende seiner Amtszeit am 30. April 1951, schloss er sich am 28. März 1951 der DP/CDU-Fraktion an.